# Redout
Als Redout bzw. Blickröte wird eine Einschränkung des Sehvermögens bezeichnet, die beim Einwirken von negativen g-Kräften auf den Körper auftritt (zum Beispiel beim Fliegen eines Außenloopings). Das äußert sich in einer Rotfärbung des Blickfelds und wird vermutlich durch das untere Lid, das sich von unten nach oben über den Augapfel schiebt, verursacht.